# Joseph Farrugia
Joseph Farrugia (ur. 24 października 1955) – maltański kolarz szosowy, olimpijczyk.
Na igrzyskach w Moskwie wystąpił w dwóch konkurencjach: w jeździe drużynowej na czas oraz w wyścigu indywidualnym ze startu wspólnego. Jazdy indywidualnej nie ukończył, natomiast jazdę drużynową zakończył na 20. miejscu w stawce 23 drużyn. Jego drużynowymi partnerami byli: Albert Micallef, Carmel Muscat i Alfred Tonna. Miał wówczas 170 cm wzrostu.